# Методије II Цариградски
Методије II Цариградски (грч. Μεθόδιος; умро 1240) служио је као васељенски патријарх Цариграда (у егзилу због Четвртог крсташког рата) три месеца 1240. године, када је умро. Наследио је Германа II.
Пре него што је изабран за патријарха, био је игуман манастира Хијакинта у Никеји. Његово кратко патријаршијско стајање није му дозволило да да значајан допринос.